# Liste der andorranischen Botschafter in den Vereinigten Staaten
Der andorranische Botschafter beim UN-Hauptquartier in New York City ist regelmäßig auch bei den Regierungen in Washington, D.C., Ottawa und Mexiko-Stadt akkreditiert.
Seine Adresse ist 2 United Nations Plaza, XXVII New York City.
| Ernannt       | Akkreditiert | Name                       | Bemerkungen       | ernannt während er Regierung von | akkreditiert bei | Posten verlassen |
| ------------- | ------------ | -------------------------- | ----------------- | -------------------------------- | ---------------- | ---------------- |
| 5. Dez. 1995  | 6. Feb. 1996 | Juli Minoves Triquell      |                   | Òscar Ribas Reig                 | Bill Clinton     |                  |
| 16. Mai 2001  | 1. Sep. 2007 | Jelena Pià Comella         | Geschäftsträgerin | Marc Forné Molné                 | George W. Bush   |                  |
| 14. März 2008 | 9. Apr. 2008 | Carles Font-Rossell        |                   | Albert Pintat Santolària         | George W. Bush   |                  |
| 2. Nov. 2009  | 4. Nov. 2009 | Narcis Casal de Fondeviela |                   | Jaume Bartumeu Cassany           | Barack Obama     |                  |